# Timana lepturges
Timana lepturges là một loài bướm đêm trong họ Geometridae.